# Таманское (Северо-Казахстанская область)
Таманское (каз. Таман) — село в районе Магжана Жумабаева Северо-Казахстанской области Казахстана. Административный центр Тамановского сельского округа. Код КАТО — 593675100.

## География
Расположено около озера Узынколь.

## Население
В 1999 году население села составляло 727 человек (364 мужчины и 363 женщины). По данным переписи 2009 года, в селе проживало 592 человека (292 мужчины и 300 женщин).